# Glückliche Reise – Dominikanische Republik
Glückliche Reise – Dominikanische Republik ist ein deutscher Fernsehfilm von Peter Weissflog. Die Produktion des 20. Teils der Fernsehreihe Glückliche Reise erfolgte im August 1993 in der Hauptstadt Santo Domingo und in der Provinz La Romana der Dominikanischen Republik. Der Film hatte seine Premiere am 9. Dezember 1993 auf ProSieben.

## Besetzung
Die Flugzeugbesatzung besteht aus Kapitän Viktor Nemetz (Juraj Kukura), seinem Co-Piloten Rolf Erhardt (Volker Brandt) sowie den Stewardessen Sandra Bühler (Susanne Huber), Monika Glaser (Rebecca Winter) und Eva Fabian (Sandra Krolik). Die Reiseleiter Sylvia Baretti und Andreas von Romberg werden von Conny Glogger und Thomas Fritsch gegeben. Als Gastdarsteller sind unter anderen Susanne Uhlen, Ulrich Tukur und Radost Bokel zu sehen.

## Handlung
Vor 18 Jahren hatte Viktor Nemetz in der Dominikanischen Republik eine Affäre mit der Einheimischen Florinda Robinson. Unlängst hat er einen Brief von ihr erhalten und möchte sie nun besuchen. Jedoch findet er nur noch ihr Grab vor und lernt dort Flavia, Florindas Tochter, kennen. Flavia ist fest davon überzeugt, dass Viktor ihr Vater ist. Langsam gewöhnt sich Viktor an den Gedanken, eine 18-jährige Tochter zu haben, Flavias Großmutter aber deckt schließlich die Vergangenheit auf.
Dirk Weimar lebt in dem Glauben, nach einer Affäre um Schutzgelderpressung in Deutschland einen der Erpresser erschlagen zu haben. Mit Lebenspartnerin Judith Marnach flieht er in die Dominikanische Republik. Beide möchten sich eine neue Zukunft aufbauen, aber aus Angst vor polizeilichen Verfolgungen unerkannt bleiben. Rolf Erhardt glaubt, Judith von früher zu kennen und sucht zum Unwillen von Dirk mit ihr das Gespräch.
Der kleine Alberto bietet sich Sylvia und Andreas als Touristenführer an und weicht nicht mehr von ihrer Seite. Schnell stellt sich heraus, dass er ein auf der Straße lebender Waise ist und noch etliche Geschwister und Halbgeschwister hat. Gerührt vom Schicksal der Kleinen starten Sylvia, Andreas und Viktor ein Hilfsprogramm.